# 七省級輕巡洋艦
七省級輕巡洋艦（荷蘭語：De Zeven Provinciënklasse），或稱為團結級（Eendrachtklasse），是一款曾服役於荷蘭皇家海軍及秘魯海軍的輕巡洋艦，同級艦共兩艘，分別為七省號（Hr.Ms. De Zeven Provinciën）與德·魯伊特號（Hr.Ms. De Ruyter）。本級艦由位於荷蘭鹿特丹的鹿特丹乾船塢公司與位於斯希丹的威爾頓-菲赫努德公司負責承造。「七省」這個名稱源自於1581年組成荷蘭共和國的七個省份。

## 設計
自1930年代起，荷蘭越發對大日本帝國海軍對其海外殖民地荷屬東印度所造成的威脅感到不安。作為回應，荷蘭皇家海軍於1932年啟動了一項重大的海軍軍備擴充計畫，其中包括建造新型輕巡洋艦取代已過時的爪哇級輕巡洋艦。新式巡洋艦的設計與建造年份較早的德·魯伊特號輕巡洋艦相比有著長足的進步，且本級的兩艘艦均於1939年動工。首艦最初命名為「基傑柯登號」（Kijkduin），稍後更名為「團結號」（Eendracht）；二號艦則獲命名為「七省號」（De Zeven Provinciën），同時也是艦級名稱的來源。主要武裝預定為兩座雙聯裝與兩座三聯裝波佛斯152毫米53倍徑艦炮的炮塔，類似美國海軍彭薩科拉級重巡洋艦的艦炮佈局。
然而，本級艦的建造進度卻於1940年5月10日因納粹德國入侵荷蘭而中斷。當時二號艦七省號僅僅完成了總工程的25%，首艦基傑柯登號更僅完成了12%。德軍擅自將主要武裝的設計改為四座搭載德制SK C/28 15釐米雙聯裝艦炮的炮塔，並繼續七省號的造艦工程；德軍將七省號重新命名為「KH 2」，同時改善了艦體設計，安裝「大西洋艦艏」（Atlantik Bow）以增加適航性。團結號更名為「KH 1」。由於造艦用船塢的的資源常被挪作他用，加上荷蘭游擊隊的地下破壞工作導致建造進度非常緩慢。1944年12月24日，「KH 2」於鹿特丹的新運河下水，原先計畫作為封鎖用沈船使用，但此計畫從未執行。
第二次世界大戰結束後，兩艘艦的造艦工程均繼續進行，但設計均依照戰時的實戰經驗而有所改善。主要武裝自原先的兩座雙聯裝與兩座三聯裝波佛斯152毫米53倍徑艦炮炮塔、六座40毫米雙聯裝防空炮炮塔與兩具533毫米三聯裝魚雷發射管改為四座波佛斯152毫米53倍徑雙聯裝艦炮、四座57毫米60倍徑雙聯裝艦炮炮塔與八門波佛斯40毫米70倍徑單裝防空炮，魚雷則遭移除。此外，艦上安裝了新的動力系統、第二座煙囪與電子元件。兩艘艦再度更名，「團結號」更名為「七省號」，而前「七省號」則更名為「德·魯伊特號」（De Ruyter）。兩艦均於1953年正式列裝荷蘭皇家海軍。
以下是兩艦的艦名變遷：
|                     | 1938年       | 1939年     | 1940年 | 1940 / 41年 | 1945年 | 1947年      | 1950年                  | 1978年         |
| 鹿特丹乾船塢公司    | 1939年巡洋艦 | 基傑柯登號 | 團結號 | KH 1        | 團結號 | 德·魯伊特號 | 七省號（舷號C802）      | 阿吉雷號       |
| 威爾頓-菲赫努德公司 | 1938年巡洋艦 | 七省號     | 七省號 | KH 2        | 七省號 | 七省號      | 德·魯伊特號（舷號C801） | 格勞海軍上將號 |

## 同級艦
七省級輕巡洋艦共有兩艘同級艦；根據1950年兩艦於荷蘭皇家海軍服役時所獲得的最終艦名，兩艦分別為七省號與德·魯伊特號。兩艦的服役生涯均相當長：首先於荷蘭皇家海軍服役至1970年代上旬為止，接著又轉售予秘魯海軍；德·魯伊特號持續在秘魯海軍中服役（現名為格勞海軍上將號）至2017年9月26日才正式除籍。
| 艦名        | 舷號 | 承造商                      | 動工          | 下水           | 服役           | 除役           |
| ----------- | ---- | --------------------------- | ------------- | -------------- | -------------- | -------------- |
| 七省號      | C802 | 鹿特丹，鹿特丹乾船塢公司    | 1939年5月19日 | 1950年8月22日  | 1953年12月17日 | 1975年10月16日 |
| 德·魯伊特號 | C801 | 斯希丹，威爾頓-菲赫努德公司 | 1939年9月5日  | 1944年12月24日 | 1953年11月18日 | 1972年10月12日 |

## 荷蘭皇家海軍

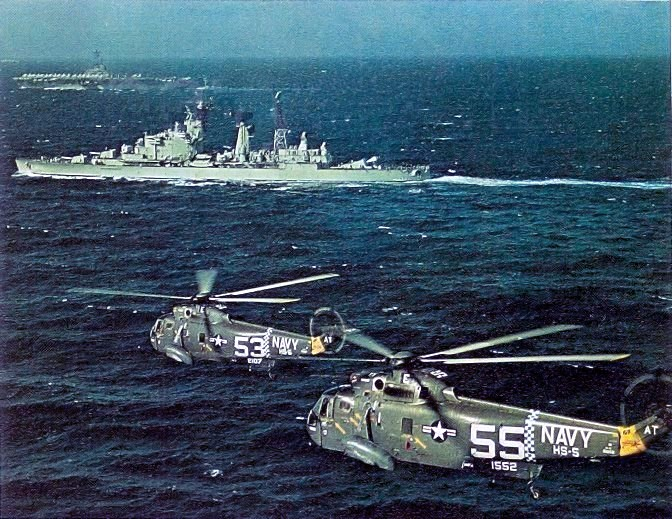
1967年，七省號輕巡洋艦與美國海軍艾塞克斯號航空母艦一同執行任務。

在荷蘭皇家海軍的服役生涯中，七省級的兩艘艦均多次參與北大西洋公約組織的演習，同時多次擔任不同特遣艦隊的旗艦。1962年至1964年間，鹿特丹乾船塢公司為七省號進行了改裝作業，其中包括移除了艦體後方的兩具炮塔，並加裝RIM-2飛彈艦對空發射系統。不過由於預算不足，德·魯伊特號並未接受相同的改裝；其後於1973年自荷蘭海軍除役。七省號稍後亦於1975年遭到除役；兩艦在海軍中的角色由兩艘特朗普級巡防艦替代。

## 秘魯海軍
秘魯海軍於1973年3月間購得德·魯伊特號，隨後更名為「格勞海軍上將號」（Almirante Grau），並於同年5月23日正式列裝。祕魯後於1976年又向荷蘭購入了七省號；其RIM-2飛彈艦對空發射系統遭到移除，取而代之的是一座機庫與一個可供SH-3海王直昇機起降的飛行甲板；該艦於1978年4月24日以「阿吉雷號」（Aguirre）的艦名正式列裝。自1985年起至1988年止，格勞海軍上將號經歷了大幅度的現代化改裝，直至2017年9月26日才從祕魯海軍除役；而阿吉雷號則早在1999年就遭到除役。

## 延伸閱讀
- Friedman, Norman "Anti-Aircraft Cruisers: The Life of a Class" United States Naval Institute Proceedings January 1965